# Israel International 1990
Die Israel International 1990 im Badminton fanden vom 21. bis zum 22. April 1990 statt.

## Titelträger
| Disziplin    | Sieger                              |
| ------------ | ----------------------------------- |
| Herreneinzel | Stéphane Renault                    |
| Dameneinzel  | Christelle Mol                      |
| Herrendoppel | Ricardo Fernandes Marco Vasconcelos |
| Damendoppel  | Christelle Mol Virginie Delvingt    |
| Mixed        | Stéphane Renault Elodie Mansuy      |